# Mauretania Caesariensis
Mauretania Caesariensis (pol. Mauretania Cezarejska) – jedna z rzymskich prowincji znajdująca się w północno-zachodniej Afryce.
Była najbardziej wysuniętą na wschód częścią rzymskiej Afryki Północnej, obejmując terytorium, które dzisiaj w przeważającej części znajduje się w Algierii oraz częściowo we wschodnim Maroku. Stolicą prowincji była Cezarea Mauretańska, stąd określenie Caesariensis (obecnie Szarszal). Należały do niej takie miasta, jak: Altava, Cissi, Columnata, Icosium, Lambdia, Malliana, Rusubbicari Matidiae, Rusuccuru, Sufasar, Thibiuca, Thibuzabetum, Tigisi, Timici, Quiza, Vagal, Zucchabar.

## Tło historyczne
W I w. rzymski cesarz Klaudiusz podzielił położoną w Północnej Afryce Mauretanię (ziemia Maurów) na dwie części, tzn. Mauretanię Caesariensis oraz Mauretanię Tingitana. Za Dioklecjana i Konstantyna Wielkiego Mauretania Caesariensis weszła do Diecezji Afryki w Pretoriańskiej Prefekturze Italii, zaś Tingitana stała się częścią Diecezji Hiszpanii. W IV i V w. Mauretania Caesariensis została schrystianizowana. W czasie wprowadzania tetrarchii za Dioklecjana najbardziej wysunięta na wschód część prowincji została odseparowana i przyjęła nazwę Sitifensis w odniesieniu do stolicy w Sitifis (obecnie Satif). Mauretania Sitifensis posiadała własny port w Saldae (obecnie Bidżaja).

## Religia
Chrześcijaństwo o matrycy zachodniej zostało wyparte przez arian podczas panowania germańskiego po najeździe Wandalów ok. 430 roku. Dominacja ariańska została przygaszona przez Bizantyjczyków ok. 533. Większa część Mauretanii Caesariensis pozostała jednak pod kontrolą lokalnych mauretańskich watażków. Wpływy Bizancjum objęły bardziej oddalone od brzegów morza tereny w latach 60. i 70. VI w. Bizantyjski egzarchat Afryki upadł pod naporem dynastii umajjadzkiej, wyznaczając całkowity koniec wpływów kultury rzymskiej w regionie. Mauretania Caesariensis weszła w skład zachodniej prowincji państwa islamskiego nazywanej później ogólnie Maghrebem.

## Gospodarka
Z Mauretanii Caesariensis eksportowano w starożytności przede wszystkim barwniki purpurowe i drewno. Rzymianie cenili Berberów jako doskonałych wojowników i jeźdźców. Z tej prowincji pochodził jeden z najlepszych generałów Trajana Mauretańczyk Luzjusz Kwietus oraz imperator berberyjskiego pochodzenia Makrynus.